# Abou Zoubaydah
Abou Zoubaydah (arabe : ابو زبيدة), né le 12 mars 1971 sous le nom de Zayn al-Abidin Muhammad Husayn, est un citoyen saoudien présenté — en page 7 du mémo du 1er août 2002 du Département américain de la Justice — comme n°3 ou n°4 de l'organisation terroriste Al-Qaïda.
Il est connu pour avoir été arrêté par l'armée américaine au Pakistan en mars 2002 et victime de tortures relevant des techniques d'interrogatoire renforcées au cours de ses huit années de captivité, entre autres à la prison de Bagram et la prison de Guantánamo gérées par l'administration de George W. Bush. D'après le New York Times, « Privé de sommeil, il a été soumis 183 fois à des simulations de noyade. Tous les jours, sa tête était frappée violemment contre les murs ».
Après l'avoir accusé d'être membre d'Al-Qaïda et responsable des attentats à la bombe dans des ambassades américaines en 1998, le gouvernement des États-Unis a ensuite reconnu que ces allégations étaient infondées.
En 2022, ce Saoudien d’origine palestinienne âgé de 50 ans vient de toucher 100 000 € de la Lituanie, pour y avoir été torturé. Vilnius s’est enfin conformé à un jugement de la Cour européenne de justice, vieux de trois ans.
Les 100 000 € versés par la Lituanie se trouvent aux États-Unis sur un compte gelé. Nul ne sait s’il les touchera jamais ni s’il sera jugé. Jusqu’ici, aucun président américain n’a tenu sa promesse de fermer Guantanamo.
A ce jour (11 janvier 2022), Abou Zoubaydah est toujours détenu à Guantánamo, sans avoir jamais été inculpé.